# Hurry-up Offense
Die Hurry-up Offense  (Hurry up: Sich beeilen) ist eine Taktik der Offense im American Football. Hierbei verkürzt das angreifende Team die Zeit zwischen den einzelnen Spielzügen, um Zeit zu sparen und dem Gegner weniger Gelegenheit für Spielerwechsel und zur Vorbereitung auf den kommenden Spielzug zu geben.

## Varianten
Hierbei existieren zwei Varianten:
- Two-Minute Drill: diese Variante kommt üblicherweise kurz vor Ende des zweiten bzw. vierten Viertels zum Einsatz, wenn das Team in Ballbesitz noch punkten will. Nach der obligatorischen Two-Minute Warning werden verstärkt Passspielzüge durchgeführt, was mehr unmittelbaren Raumgewinn möglich macht. Außerdem kann die Uhr leicht angehalten werden: bei einem unvollständigen Wurf wird sie automatisch gestoppt, und bei einem erfolgreichen Wurf kann der Ballträger hierfür schnell ins Seitenaus laufen.
- No-Huddle Offense: das angreifende Team verzichtet bewusst auf eine Besprechung des nächsten Spielzuges im Huddle, der Spielzug wird erst an der Line of Scrimmage angesagt.

Als Geburtsstunde des Two-Minute Drill gilt das NFL Championship Game 1958, in dem Quarterback Johnny Unitas die Baltimore Colts aus 86 Yards zum Field Goal führte, welches Baltimore in die Verlängerung rettete. Seitdem hat sich der Two-Minute Drill bei allen NFL-Teams etabliert.
Die No-Huddle Offense galt in der Frühzeit der NFL als Taktik, die man nur bei Rückstand anwendete. Doch in den 1980er Jahren führten die Cincinnati Bengals von Head Coach Sam Wyche unter Quarterback Boomer Esiason die No-Huddle Offense bewusst als Strategie fürs ganze Spiel ein. In den 1990er Jahren kamen die Buffalo Bills von Head Coach Marv Levy und Quarterback Jim Kelly mit ihrer „K-Gun“ genannten No-Huddle Offense viermal nacheinander in den Super Bowl, den in den 2000er Jahren die New England Patriots von Head Coach Bill Belichick und Quarterback Tom Brady sowie die Indianapolis Colts von Head Coach Tony Dungy und Quarterback Peyton Manning mit ihrer jeweiligen Version der No-Huddle Offense sechsmal bzw. einmal gewannen.